# Ribeirão Barra Grande (Sapopema)
Der Ribeirão Barra Grande ist ein etwa 39 km langer rechter Nebenfluss des Rio Tibaji im Inneren des brasilianischen Bundesstaats Paraná.

## Geografie

### Lage
Das Einzugsgebiet des Ribeirão Barra Grande befindet sich in den Campos Gerais do Paraná auf dem Segundo Planalto Paranaense (Zweite oder Ponta-Grossa-Hochebene von Paraná).

### Verlauf
Sein Quellgebiet liegt auf der Grenze zwischen den Munizipien Sapopema und Curiúva auf 624 m Meereshöhe etwa 2 km nördlich der Ortschaft Barra Grande in der Nähe der PR-090 (Estrada do Cerne).
Der Fluss verläuft vorwiegend in südwestlicher Richtung. Er bildet in seinem gesamten Verlauf die Grenze zwischen den beiden Munizipien. Er mündet auf 508 m Höhe von rechts in den Rio Tibaji. Er ist etwa 39 km lang.